# Лази (Шидловецький повіт)
Лази (пол. Łazy) — село в Польщі, у гміні Шидловець Шидловецького повіту Мазовецького воєводства.
Населення — 377 осіб (2011).
У 1975-1998 роках село належало до Радомського воєводства.

## Демографія
Демографічна структура станом на 31 березня 2011 року:
|          | Загалом | Допрацездатний вік | Працездатний вік | Постпрацездатний вік |
| -------- | ------- | ------------------ | ---------------- | -------------------- |
| Чоловіки | 194     | 33                 | 140              | 21                   |
| Жінки    | 183     | 33                 | 96               | 54                   |
| Разом    | 377     | 66                 | 236              | 75                   |